# Tour de Suisse 1980
Die 44. Tour de Suisse fand vom 11. bis 20. Juni 1980 statt. Sie wurde in zwölf Etappen und einem Prolog über eine Distanz von 1.670,3 Kilometern ausgetragen.
Gesamtsieger wurde der Italiener Mario Beccia. Die Rundfahrt startete in Rheinfelden mit 78 Fahrern, von denen 49 Fahrer am letzten Tag in Zürich ins Ziel kamen.

## Etappen
| Etappe     | Tag      | Start – Ziel                     | km    | Etappensieger   | Gesamtwertung  |
| ---------- | -------- | -------------------------------- | ----- | --------------- | -------------- |
| Prolog     | 11. Juni | Rheinfelden (EZF)                | 305   | Daniel Willems  | Daniel Willems |
| 1. Etappe  | 12. Juni | Rheinfelden – Widnau             | 202,5 | Daniel Willems  | Daniel Willems |
| 2. Etappe  | 13. Juni | Widnau – Wettingen               | 191   | Daniel Willems  | Daniel Willems |
| 3. Etappe  | 14. Juni | Wettingen – Boncourt             | 245   | Daniel Willems  | Daniel Willems |
| 4. Etappe  | 15. Juni | Boncourt – Basel                 | 110   | Daniel Willems  | Daniel Willems |
| 5. Etappe  | 15. Juni | Basel (EZF)                      | 23,5  | Daniel Willems  | Daniel Willems |
| 6. Etappe  | 16. Juni | Basel – Spiez                    | 223   | Oscar Dierickx  | Daniel Willems |
| 7. Etappe  | 17. Juni | Brig – Bellinzona                | 163   | Serge Demierre  | Daniel Willems |
| 8. Etappe  | 18. Juni | Bellinzona – Mendrisio           | 66    | Roland Salm     | Daniel Willems |
| 9. Etappe  | 18. Juni | Mendrisio – Monte Generoso (BZF) | 11,3  | Josef Fuchs     | Joop Zoetemelk |
| 10. Etappe | 19. Juni | Mendrisio – Glarus               | 265,5 | Mario Beccia    | Mario Beccia   |
| 11. Etappe | 20. Juni | Glarus – Herrliberg              | 81    | Ludo Peeters    | Mario Beccia   |
| 12. Etappe | 20. Juni | Herrliberg – Zürich              | 85    | Benny Schepmans | Mario Beccia   |